# Der Mann aus Philadelphia
Der Mann aus Philadelphia ist ein US-amerikanisches Filmdrama aus dem Jahr 1959 von Vincent Sherman mit Paul Newman in der Hauptrolle. Der Film basiert auf dem 1956 erschienenen Roman The Philadelphian von Richard P. Powell.

## Handlung
Philadelphia, in den 1920er Jahren. In ihrer Hochzeitsnacht erfährt Kate Judson Lawrence, die Enkelin eines irischen Dieners, dass ihr wohlhabender Ehemann der Upper Class der Stadt, Bill, impotent ist. Nachdem Bill aus diesem Grund eines Nachts aus beider Hotelzimmer flieht, sucht Kate Trost bei ihrem Freund aus gemeinsamen Kindheitstagen, dem grobschlächtigen Mike Flanagan, einem irischen Arbeiter der zweiten Generation. Am nächsten Tag erfährt Kate, dass Bill bei einem Autounfall ums Leben kam. Als Kate ein Kind, Anthony Judson Lawrence, zur Welt bringt, behauptet Bills Mutter, dass das Kind nicht von Bill sein könne und sie, die Patriarchin, es somit auch nicht als erbberechtigten Stammhalter ansehen werde. Kate ist einerseits überhaupt nicht am Vermögen der Lawrence-Sippe interessiert, will aber andererseits für ihren Sohn durchaus die soziale Leiter der Stadt aufsteigen, und dazu benötigt sie den in dieser Stadt klangvollen Namen Lawrence. Kate droht der Alten damit, die Vorgänge der verhängnisvollen Nacht öffentlich zu machen und damit den Namen Lawrence gesellschaftlich zu beflecken, sollte Anthony, von allen nur Tony genannt, nicht den Namen Lawrence tragen dürfen. Trotz Mikes vulgärer Erscheinung ist dieser wild entschlossen, reich zu werden und Kate zu heiraten. Doch Kate entscheidet sich anders: Sie bevorzugt lieber eine vornehme Armut, zumal sie fest davon überzeugt ist, dass, wie sie sich ausdrückt, Mike niemals „die richtigen Türen“ für Tony werde öffnen können.
Zwanzig Jahre sind seitdem vergangen. Tony hat in Princeton ein Jurastudium begonnen und arbeitet während der Semesterferien im Sommer in Mikes erfolgreicher Baufirma. Dort lernt er per Zufall Joan Dickinson kennen, die Tochter des angesehenen Anwalts Gilbert Dickinson. Obwohl sie nicht verlobt ist, erwartet man von ihr, eines Tages einen gewissen Carter Henry aus der Oberschicht zu heiraten. Joan aber hält nichts von derlei „Arrangements“ innerhalb ihrer Gesellschaftsschicht. Obwohl sich Tony nicht viel leisten kann, gefällt ihr dieser geradlinige Typ, und Joan lässt sich auf ihn ein. Bald verliebt sie sich in Tony, ist aber ein wenig verstört, dass ihn sein Stolz, es bislang noch nicht „nach oben“ geschafft zu haben, ebenso an einer baldigen Ehe mit ihr hindert wie die Vorurteile ihrer blasierten Familie. Tony will es erst in seinem Beruf zu etwas gebracht haben, ehe er heiratet. Auch Tonys Kumpel aus gemeinsamen Princeton-Zeiten, Chester „Chet“ Gwynne, der ein beträchtliches Alkoholproblem hat, ist ein leibhaftiges Opfer dieser Standesdünkel. Er rät Joan, sich von Tony schwängern zu lassen, um eine Eheschließung zu forcieren. Außerdem soll sie darauf achten, dass niemand in ihrer Familie auf die Idee komme, Tony mit einer beträchtlichen Summe kurzerhand von Joan „loszukaufen“. Joan folgt Chets Rat und versucht daraufhin, Tony zu verführen, doch dieser ist anständig genug, sie nicht auszunutzen. Etwas später bietet der Anwalt-Vater Joans Tony an, ihn in seiner Kanzlei zu beschäftigen, wenn er sich bereit erklärt, solange mit der Heirat zu warten, bis er seinen Jura-Abschluss in der Tasche hat. Als Tony diesem Vorschlag zustimmt, hinterlässt er den Eindruck, als stelle er sein berufliches Fortkommen über die Liebe zu Joan. Enttäuscht reist diese daraufhin nach Europa ab. Hier trifft sie, ganz wie vom hinterhältigen Gilbert Dickinson arrangiert, den von diesem als besseren Ehekandidaten geschätzten Carter Henry, der Joan heimlich nachgereist ist, wieder.
Wochen später erfährt Tony, dass Joan und Carter geheiratet haben. Er geht davon aus, dass sie sich bestmöglich „verkauft“ habe. Nach einem Saufgelage, aus dem er von Chet und Mike herausgezerrt wird, entsteht ein neuer Tony: wettbewerbsfähiger und manipulativer – kurzum: rücksichtsloser. Bei der Vergabe eines erneuten Sommerjobs verdrängt er mit einem Trick den Mitbewerber Louis Donetti, Nachfahre italienischer Einwanderer. Dadurch ist er in der Lage, den Kontakt zu Dickinsons Firma abzubrechen und gleichzeitig seine zukünftigen beruflichen Aufgabenfelder auszuweiten. Seine Intelligenz und harte Arbeit wird von seinem neuen Mentor, dem angesehenen Anwalt John Marshall Wharton geschätzt, und Whartons Frau Carol, die deutlich jünger ist als ihr Mann, fühlt sich zu Tony hingezogen. Als sie eines Nachts an sein Bett kommt, bittet Tony sie, sich von Wharton scheiden zu lassen und ihn zu heiraten. Tony hat zurecht angenommen, dass Carol in ihm nur ein Spielzeug sieht und nicht bereit ist, noch einmal ganz von vorn anzufangen. Tonys elegante „Abfuhr“ nimmt sie dennoch als Kompliment. Die Arbeitsbeziehung und der Respekt untereinander nimmt durch diese Episode keinen Schaden. Bald darauf bietet Wharton Tony einen Job in der Kanzlei an, und Tony beschließt, sich auf das Steuerrecht zu spezialisieren, ein stetiges wachsendes Teilfeld seines Berufs.
Der Koreakrieg (1950–1953) wirft eine ganze Generation aus der Bahn. Tony, Chet und Carter werden allesamt eingezogen. Während Tony das Glück hat, in eine Einheit aufgenommen zu werden, die nicht direkt an Kampfeinsätzen beteiligt ist, verliert Freund Chet in einer Schlacht einen Arm und Carter, mittlerweile höchst unglücklich in der ehelichen Beziehung mit Joan, kommt im Schlachtengetümmel ums Leben. Nach dem Krieg kehrt Tony zur Kanzlei Whartons zurück und wird dessen jüngster Juniorpartner. Über Louis, der in der Zwischenzeit als Gewerkschaftler Karriere gemacht hat, erhält Tony eines Tages Besuch von Mrs. J. Arthur Allen, einer exzentrischen Witwe eines Millionärs, der mit der Ölbranche zu Wohlstand gekommen ist. Sie möchte ein Testament für ihren Hund aufsetzen. Mrs. Allen ist zugleich die Tante Joans und eine wichtige Klientin Gilbert Dickinsons. Für sie arbeitet Tony einen Vorschlag aus, der ihr 200.000 Dollar pro Jahr an Steuern einsparen wird. Dabei verwendet er, nicht unbedingt legal, Informationen des Bezirksbeamten, an die er, dank Mikes Verbindungen, herangekommen ist. Um nicht in den Ruch zu kommen, der Konkurrenz einen Klienten abgeworben zu haben (was damals den Job kosten konnte), vermeidet Tony bei der Präsentation seines Vorschlags gegenüber Mrs. Allen sorgfältig jedes als anrüchig empfundenes Gebaren. Die alte Dame vertraut sich ihrer Nichte Joan an, die Tonys Plan für gut hält. Damit sticht Tony den verhassten Gilbert Dickinson aus und wird statt seiner Mrs. Allens neuer Steuer- und Vermögensberater. Bald steigt Tony die Karriereleiter weiter empor und wird nun Seniorpartner in Whartons Firma. Langsam nähern sich Tony und Joan wieder an, ohne allerdings eine formelle Verpflichtung füreinander einzugehen. Auf einer Dinnerparty mit Joan wird Tony Zeuge einer Meinungsverschiedenheit zwischen Dr. Shippen „Ship“ Stearnes, der als Vollstrecker des Lawrence-Nachlasses von Tonys unehelichen Herkunft weiß, und Morton Stearnes, Chets Onkel und Vermögensverwalter. Als Morton in der folgenden Nacht ermordet wird, ruft ein betrunkener Chet, der wegen des Mordes verhaftet wurde, Tony aus dem Gefängnis an. Chet gibt zu, Morton in dieser Nacht besucht zu haben, behauptet aber, dieser sei noch am Leben gewesen, als er wieder ging.
Obwohl Tony kein Strafverteidiger ist, will Chet unbedingt, dass er seinen Fall vertritt. Auch Stearnes drängt Tony, den Fall zu übernehmen, weil er glaubt, dass dieser ihn verlieren wird und außerdem um sicherzustellen, dass der vermutlich schuldige Chet keinen Skandal, den die Familie in den Schmutz ziehen würde, auslösen kann. Joan nimmt an, dass die Familie Chet opfern wird, um sicherzustellen, dass dessen einstige Misshandlungen durch sie nicht öffentlich werden. Aus Angst, dass Tony sein frisch erworbenes Ansehen riskiert, bietet sie an, einen Anwalt von außerhalb zu verpflichten, um Chet zu vertreten. Tony will jedoch Chet keinesfalls im Stich lassen, und so kämpft er verbissen, den Mord aufzuklären. Stearnes droht derweil der alten Kate, dass er Tonys tatsächlichen Vater öffentlichmachen werde, was Mike und Kate wiederum in Zugzwang bringt. Beide sagen Tony endlich die Wahrheit über dessen Herkunft. Mike fürchtet nicht das, was auf ihn zukommen könnte, aber sehr wohl, dass mit der Bloßstellung Kates Ruf irreparabel ruiniert werden würde. Im Prozess wird ausgerechnet Louis, der mittlerweile zum Staatsanwalt aufgestiegen ist, Tonys Gegenspieler. Wohl und Wehe Chets hängt von der Aussage von Mortons Butler ab. Mit einem Alkoholtest-Trick zerpflückt Tony die für Chet ungünstig ausfallende Aussage des Dieners George Archibald. Dann ruft er Stearnes als Zeugen auf, der sich zu beider Streit in der Nacht zuvor äußern soll. Es stellt sich final heraus, dass Morton offensichtlich Selbstmord verübt hat, da er an einem Gehirntumor litt. Chet wird daraufhin freigesprochen, und Joan, die nun erkennt, dass Tony für seine Prinzipien sogar seine Karriere aufs Spiel zu setzen bereit ist, versöhnt sich mit ihrer alten Liebe.

## Produktionsnotizen
Die Dreharbeiten zu Der Mann aus Philadelphia begannen Mitte September 1958 und endeten Mitte Dezember 1958. Der Film wurde am 19. Mai 1959 in Philadelphia uraufgeführt. In Deutschland lief der Film am 5. Januar 1960 an.
Malcolm C. Bert gestaltete die Filmbauten, John P. Austin sorgte für die Ausstattung. Die Kostüme stammen aus der Hand von Howard Shoup.

## Nominierungen
Es gab für Der Mann aus Philadelphia insgesamt drei Oscar-Nominierungen:
- für Robert Vaughn als Bester Nebendarsteller
- für Harry Stradling Sr. in der Kategorie Beste Kamera
- für Howard Shoup in der Kategorie: Beste Kostüme

## Kritiken
Der Mann aus Philadelphia erhielt ein gutes Presseecho. So erfasst der US-amerikanische Aggregator Rotten Tomatoes 71 % wohlwollende Besprechungen und ordnet den Film dementsprechend als „Frisch“ ein.
A. H. Weiler schrieb in The New York Times: “Obwohl The Young Philadephians mächtig bemüht zu sein scheint, etwas pointiertes auszudrücken, gibt er nur einen oberflächlichen Sozialkommentar ab. Das Drehbuch, das James Gunn aus dem Roman The Philadelphian von Richard Powell entwickelt hat, erscheint klangvoll und mit einigem Zorn, einschließlich Sex, Mord, Trunkenheit und Doppelbödigkeit, was das Bild einer Stadt ohne viel brüderliche Liebe aufzeigt. […] Paul Newman sowie die meisten Hauptdarsteller bringen nur wenig mehr, was ungewöhnlich oder besonders kraftvoll für die Abläufe der Handlung ist, die besonderen Nachdruck hätten vermitteln können, aber einem stattdessen allzu vertraut vorkommen.”
Halliwell’s Film Guide meinte, die Romanverfilmung sei „schimmernd umgesetzt und mit Sicherheit dargestellt.“
Für den Movie & Video Guide schrieb: „Newman und Rush haben denkwürdige Rollen als armer Anwalt, der nach ganz oben strebt, und als Mädchen der Gesellschaft, die er zu erobern hofft. […] Smith ist ganz gut als frustrierte Ehefrau von Anwalt Kruger“.
Das Lexikon des internationalen Films befand: „Gesellschaftskritisch verbrämte, mit guten Schauspielern besetzte Romanverfilmung.“
Hal Erickson urteilte: „Als eine Art urbanisierte, gehobene Version von Peyton Place ist Vincent Shermans The Young Philadelphians eine Hochglanz-Adaptation von Richard Powells Bestsellerroman The Philadelphians, die im Melodramatischen schwelgt.“